# Terakkiperver Cumhuriyet Fırkası
Die Terakkiperver Cumhuriyet Fırkası (osmanisch ترقی پرور جمهوريت فرقه سی İA Teraḳḳīperver Cumhūriyyet Fırḳası, deutsch ‚Fortschrittliche Republikanische Partei‘, zeitgenössisches Türkisch: İlerici Cumhuriyet Partisi) war die erste Oppositionspartei in der Geschichte der Republik Türkei.
Sie wurde am 17. November 1924 unter Führung der Waffenbrüder und Weggefährten Atatürks Kâzım Karabekir, Rauf Orbay, Ali Fuat Cebesoy, Refet Bele und Adnan Adıvar gegründet. Im Parteiprogramm sieht sich die TCF als liberal, republikanisch, demokratisch und respektvoll gegenüber der Religion.

## Gründung
Die nationale Widerstandsbewegung unter Atatürk sammelte in Ankara ein eigenes Parlament und gründete 1923 eine neue Partei namens Halk Fırkası (Volkspartei). Als erstes Anzeichen für die Gründung einer oppositionellen Partei gilt die Rede von Kâzım Karabekir im April 1923 vor den zweiten Parlamentswahlen:

„Der Ghazi [gemeint ist Atatürk] machte deutlich, dass er keine Oppositionellen wolle, und stellte diejenigen, die ihm in Wort und Schrift am meisten die Treue hielten und dies mit ihren Taten in der ersten Nationalversammlung unter Beweis gestellt hatten und alle Angehörigen seines Hauptquartiers als Kandidaten auf. Ich nahm meinen Abschied aus der Wahlkommission, da ich der Ansicht war, dass man mit einer solch willfährigen Nationalversammlung nicht das Vertrauen der vorherrschenden alliierten Staaten gewinnen könne und wir im Inneren damit den Freiheitsbegriff abschafften und dies möglicherweise zu einer noch gewalttätigeren Opposition führen könne …“

Rauf Orbay gab einen Tag nach Ausrufung der Republik eine Presseerklärung und kritisierte darin das Vorgehen bei der Republiksausrufung. Dies war ein Wendepunkt und legte einen Bruch innerhalb der CHP offen zu Tage. Als Beispiel nannte Rauf Orbay die İttihat ve Terakki, die 1908 voller Hoffnung an die Macht kam, aber dann das Land durch ihre Parteidespotie in den Untergang führte.
Nach Ali Fuat Cebesoy entschied man sich im September 1924 dazu, eine Partei zu gründen. Bei der Gründungsversammlung kam man zu folgender Ansicht:

„[…] 3- Obwohl wir für alle Reformen eintraten, kamen wir darin überein, dass diese nicht dazu dienten, einer Person oder einer Gruppe Vorteile zu verschaffen, sondern, dass sie angeordnet wurden, dem ganzen Land und Volk zu dienen. 4 – Wir wollten alles in unserer Macht stehende tun, um zu verhindern, dass unsere republikanische Staatsform der Herrschaft einer Person oder einer Gruppe dient.“

Die TCF wurde offiziell am 17. Oktober 1924 durch einen Antrag beim Innenministerium gegründet. In ihrem Gründungsschreiben beschrieb die Partei ihre Absichten wie folgt:

„Gemäß dem Grundsatz, dass alle Gewalt vom Volke ausgeht und dass das Volk selbst über sein Schicksal verfügen soll, [war es unsere Absicht], die Regierungsgeschäfte der Republik zu stärken, die Umsetzung der Gesetze im Lande entsprechend zu gewährleisten, Stabilität und Sicherheit zu stützen und zu stärken und auf der Grundlage der Erneuerung und Vervollständigung den Boden dafür zu bereiten, das Volk und die Zivilisation in der Moderne zum Wohlstand zu führen.“

## Parteiprogramm

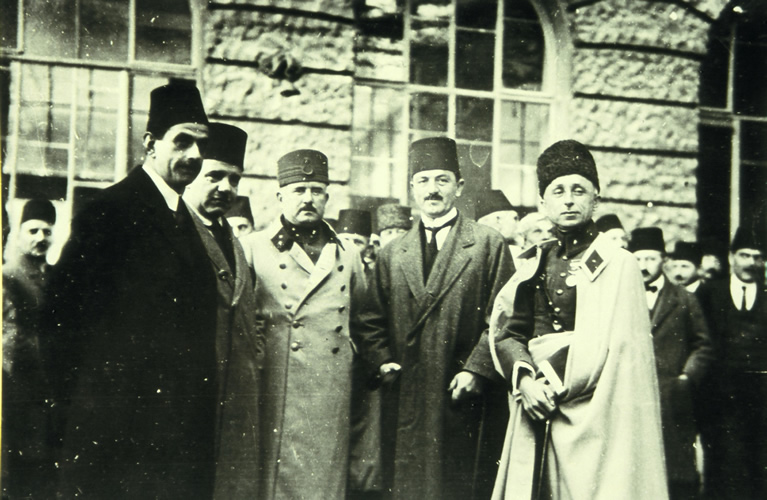
Die Gründungsmitglieder (links nach rechts) Adnan Adıvar, Ali Fuat Cebesoy, Kâzım Karabekir, Rauf Orbay und Refet Bele vor dem Bahnhof Haydarpaşa.

Der niederländische Historiker Erik-Jan Zürcher, der die umfangreichsten Analysen zur TCF gemacht hat, kommt zu dem Schluss, dass die TCF europaorientiert und liberal war. Zu Anfang des Parteiprogramms wird betont: Das Volk ist in dem Bewusstsein und der Lage sein eigenes Schicksal selber zu bestimmen und zu lenken. Damit wurde die These der CHP zurückgewiesen, dass das Volk nicht reif sei für eine Demokratie. Die größte Gefahr sei es, wenn das Volk von der Souveränität und Herrschaft abgeschnitten wird. Persönliche Freiheit ist der beste Schutz der Bürger vor Willkür und Verwilderung. Sätze wie Wir sind ganz für die allgemeinen Freiheiten, Die persönliche Freiheit muss überall unantastbar sein und Unsere Partei ist total gegen Tyrannei verdeutlichen die liberale Einstellung der TCF.
Im Hauptteil des Parteiprogramms wird in Paragraf 1 die Staatsform als Republik, die auf der Souveränität des Volkes gründet bezeichnet. Die Funktion der Partei ist laut Paragraf 2 für Liberalismus und Demokratie zu sorgen. Bei den Wahlen zum Parlament muss das Volk die Abgeordnetenwahl bestimmen (Paragraf 8). Die Aufgaben und Pflichten des Staates sollen auf ein Minimum reduziert werden (Paragraf 9).
Gesetze sollen für das Volk gemacht werden (Paragraf 3) und eine Verfassungsänderung ohne Zustimmung des Volkes unmöglich sein (Paragraf 5). Damit kritisierte die TCF die Regierungsweise der CHP. Die TCF war weiterhin dafür, dass Richter frei von jeder Beeinflussung sein müssen (Paragraf 10), dass der Staatspräsident sein Parlamentsmandat ablegen müsse (Paragraf 12), dass Staatsbeamte nicht Mitglied einer politischen Partei sein dürfen (Paragraf 13) und dass die Gewaltenteilung eingehalten werden müsse.
Innenpolitisch stand die TCF laut Paragraf 14 für das Prinzip des Dezentralismus (türkisch Adem-i merkeziyet). Des Weiteren Werden alle staatlichen Prozeduren und Abläufe vereinfacht (Paragraf 22) und Die Verantwortung für die Grundschulen bei den Kommunen liegen (Paragraf 52). Die TCF ist gegen die Wirtschaftspolitik der CHP, die das Land nur durch die Binnenwirtschaft stärken will. Freihandel und Export seien für einen wirtschaftlichen Aufschwung wichtig (Paragraf 30–32).
Gemäß Paragraf 6 war die Partei gegenüber der Religion respektvoll und sah die persönlichen Freiheiten der Menschen als unantastbar an. Sie stand in Paragraf 49 weiterhin für das Tevhid-i Tedrisat Kanunu (Das Gesetz zu Vereinheitlichung des Schulsystems). In einer Presseerklärung einen Tag nach Parteigründung gab die TCF bekannt, dass sie auch mit der CHP zusammenarbeiten werde, wenn man sich über die Prinzipien des Liberalismus, der Volkssouveränität und Republikanismus einig wäre.
Eines der Hauptkritikpunkte der TCF-Gegner am Parteiprogramm war der Paragraf 6. Dieser besagte: „Die Partei ist gegenüber Religion und Glauben respektvoll.“ Atatürk kritisierte in seiner Marathonrede (Nutuk) diesen Punkt wie folgt:

„Kann man von jemandem Gutes erwarten, der das Prinzip der ‚Achtung der Religion und des Glaubens‘ auf seine Fahnen schreibt? Ist diese Fahne nicht jene Fahne, die von eigennützigen Leuten seit Jahrhunderten benutzt wird, um naive, engstirnige und abergläubische Menschen für den eigenen Vorteil zu belügen? Wurde das türkische Volk nicht mit dieser Fahne seit Jahrhunderten in nie enden wollende Katastrophen und dreckige Sümpfe geführt, aus denen es sich nur unter großen Opfern wieder befreien konnte: Treten jene, die sich als republikanisch und fortschrittlich darstellen wollen, nicht mit dieser Fahne in den Vordergrund, um den religiösen Fanatismus anzustacheln und so das Volk gegen Republik, Fortschritt und Erneuerung aufzubringen?“

Des Weiteren bezeichnete Atatürk die TCF als republikfeindlich, als Anhänger des Sultanats und des Kalifats, als probritisch, als aufwieglerisch und als Vaterlandsverräter. Insgesamt sprach Atatürk von einem Parteiprogramm, das von schlimmsten verräterischen Köpfe ersonnen worden war.

## Kader
Nach Tarık Zafer Tunaya schlossen sich 28 laut Mete Tunçay 29 Abgeordnete der TCF an. Die Abgeordneten mit ihren Provinzen waren im Einzelnen:
Ali Fuat Cebesoy (Ankara), Osman Nuri Özpay, Necati Kurtuluş (Bursa), Feridun Fikri Düşünsel (Dersim, heute Tunceli), Cafer Tayyar Eğilmez (Edirne), İhsan Hamit Tiğrel (Ergani, heute Teil von Diyarbakır), Sabit Sağıroğlu (Erzincan), Halet Bey, Münir Hüsrev Göle, Rüştü Paşa (Erzurum), Halil Işık (Ertuğrul), Miralay Arif Bey (Eskişehir), Zeki Kadirbeyoğlu (Gümüşhane), Rauf Orbay, Adnan Adıvar, Kâzım Karabekir, İsmail Canbulat, Refet Bele (İstanbul), Hoca Kâmil Efendi (Karahisar-ı Sahip, heute Afyonkarahisar), Hulusi Zarflı (Karesi, heute Balıkesir), Halit Akmansü (Kastamonu), Ahmet Şükrü Bey (Kocaeli), Abidin Bey (Manisa), Besim Özbek (Mersin), Faik Günday (Ordu), Halis Turgut (Sivas), Bekir Sami Kunduh (Tokat), Ahmet Muhtar Cilli, Rahmi Eyüboğlu (Trabzon).
Nach Gründung der TCF sind noch sechs bis sieben Abgeordnete aus der CHP ausgetreten. Diese schlossen sich aber nicht der TCF an, sondern blieben unabhängig.

## TCF und İttihat ve Terakki
Die Gründer der TCF waren alle vorher Mitglied der jungtürkischen Partei İttihat ve Terakki Cemiyeti, die zwischen 1908 und 1918 das osmanische Reich regierte. In der TCF gab es auch einige militante Exmitglieder der İttihat ve Terakki Cemiyeti, darunter Kara Vasıf, İsmail Canbulat, Halis Turgut und Rahmi Bey. Daher warfen Gegner der TCF ihr die gleiche Ideologie vor, was die TCF verneinte.
Gemäß einigen Historikern war die TCF ein Versuch der Jungtürken, die Macht im Land wiederzuerlangen. Als die Führung der TCF nach dem Attentatsversuch auf Atatürk verurteilt wurde, wurde ihre Verbindung zur İttihat ve Terakki Cemiyeti betont.

## Die TCF in der Presse
Die TCF wurde von einem Großteil der Istanbuler Presse unterstützt. Besonders die Zeitungen Vatan, Tevhidi Efkar, Son Telgraf und İstiklal machten Propaganda für die TCF, während die Zeitungen Cumhuriyet und Akşam auf Seiten der CHP standen.

## Beziehungen zwischen der TCF und der CHP
Fünf Tage nach der Gründung der TCF trat der als Hardliner bekannte Ministerpräsident İsmet İnönü zurück. An seine Stelle kam der gemäßigte und liberalere Fethi Okyar. Zu den Zwischenwahlen im Dezember 1924 trat die TCF nicht an. Die CHP wurde somit Wahlsieger. Lediglich in den Provinzen Bursa und Kırkkilise (das heutige Kırklareli) gewannen unabhängige Kandidaten, die allerdings von der TCF unterstützt worden waren. Dem Sieger aus Bursa, Generalleutnant Nureddin Pascha, der im türkischen Unabhängigkeitskrieg gekämpft hatte, wurde der Wahlsieg aberkannt. Bei der Wiederholung der Wahl gewann jedoch erneut Nureddin Pascha.

## Verbot
Die regierende CHP wurde wegen ihres Vorgehens gegen den kurdisch geprägten Scheich-Said-Aufstand, der 1925 wegen staatlicher Säkularisierungstendenzen stattfand, von der TCF kritisiert. Die Regierung ihrerseits warf der TCF religiöse Propaganda und Unterstützung des Aufstandes vor. Der damalige Ministerpräsident Ali Fethi Okyar trat zurück und İsmet İnönü kehrte wieder ins Amt zurück. Die Regierung erließ am 4. März 1925 ein Gesetz zur Wiederherstellung der öffentlichen Ordnung (türkisch Takrir-i Sükûn Kanunu). Das Gesetz gab der Regierung die nötigen Vollmachten, um den Aufstand niederzuschlagen. Der Aufstand endete im April 1925 und Scheich Said wurde vor einem Unabhängigkeitsgericht zum Tode verurteilt. Das Gesetz sah unter anderem auch hohe Strafen für subversive Publikationen in der Presse vor. Darauf wurden im April bis auf zwei CHP-nahen Zeitungen alle Zeitungen verboten. Die TCF wurde am 3. Juni 1925 offiziell verboten.
Als 1926 Pläne für ein Attentat auf Atatürk auftauchten, wurden unter anderem alle Abgeordnete der TCF verhaftet und vor dem Unabhängigkeitsgericht sechs von ihnen zum Tode verurteilt. Die Todesurteile gegen insgesamt 19 Angeklagte wurden vollstreckt. Rauf Orbay und Adnan Adıvar waren ins Ausland geflohen. Einige Angeklagte wie Kâzım Karabekir, Refet Bele und Ali Fuat Cebesoy erhielten wegen eventueller Proteste des Militärs keine Todesstrafen, sondern eine Haftstrafe.
Kâzım Karabekir sagte bezüglich des Parteiverbotes:

„Das, was wir erlitten war nicht so schlimm, wie das, was unser Volk erleben musste. Wir sind glücklicher als Mustafa Kemal, der für sich behauptet, das Volk zu vertreten, ohne dass er sich unter das Volk gemischt hat. Uns gelang es – und nichts ist so wertvoll, wie der Bund, der uns mit unserem Volk vereint. Das kann uns keiner nehmen, deshalb schätzen wir uns glücklich.“

Jahre später wurden die Mitglieder amnestiert, rehabilitiert und bekleideten hohe politische Ämter. Es wurde 1930 sogar eine neue Oppositionspartei gegründet, die Serbest Cumhuriyet Fırkası (SCF).